# Arge ochropus
Arge ochropus, conocida también como "falsa oruga del rosal" o en su forma adulta “avispa del rosal”, es una especie de insecto himenóptero que pertenece a la familia Argidae.

## Descripción

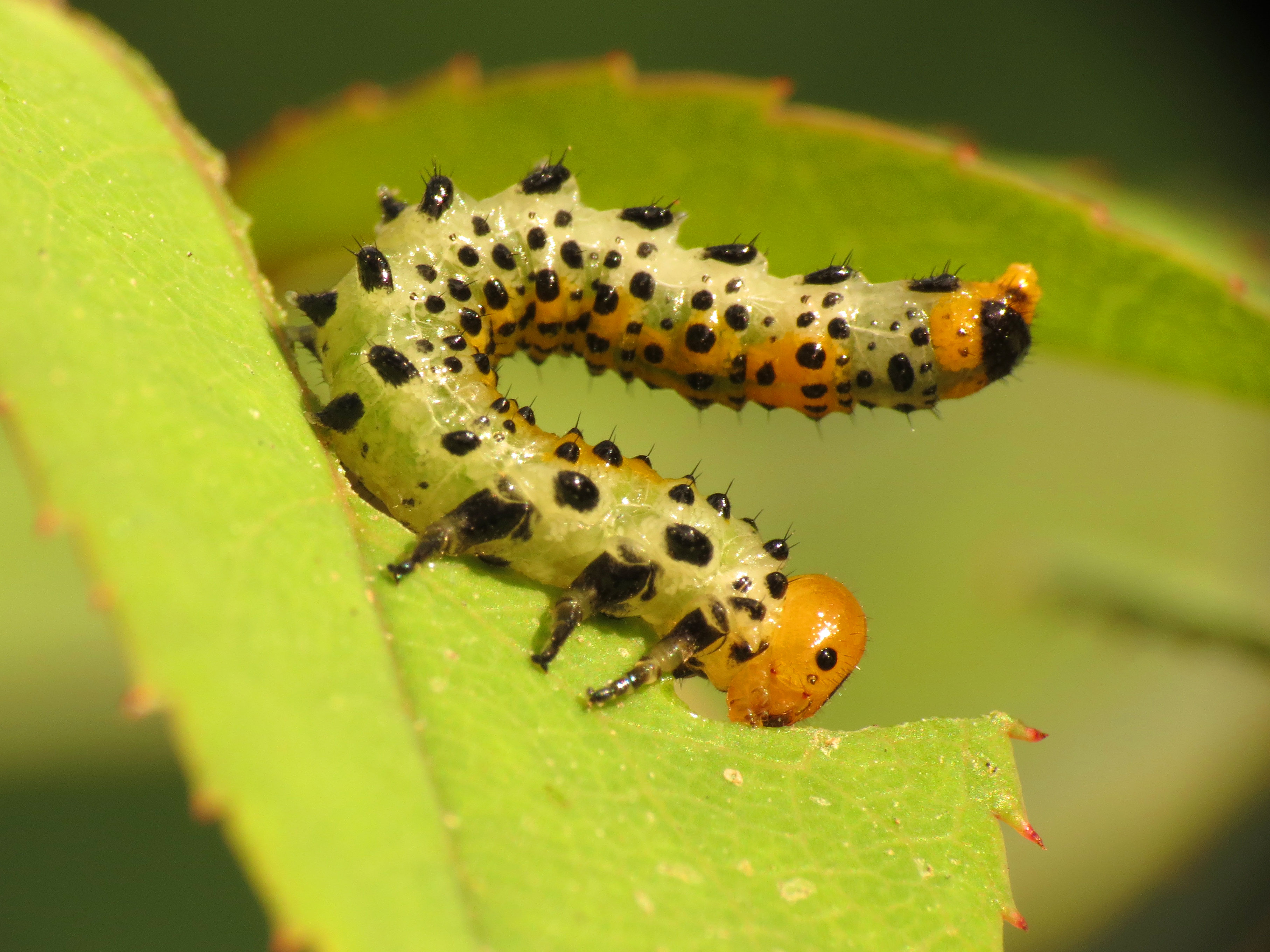
Larva.

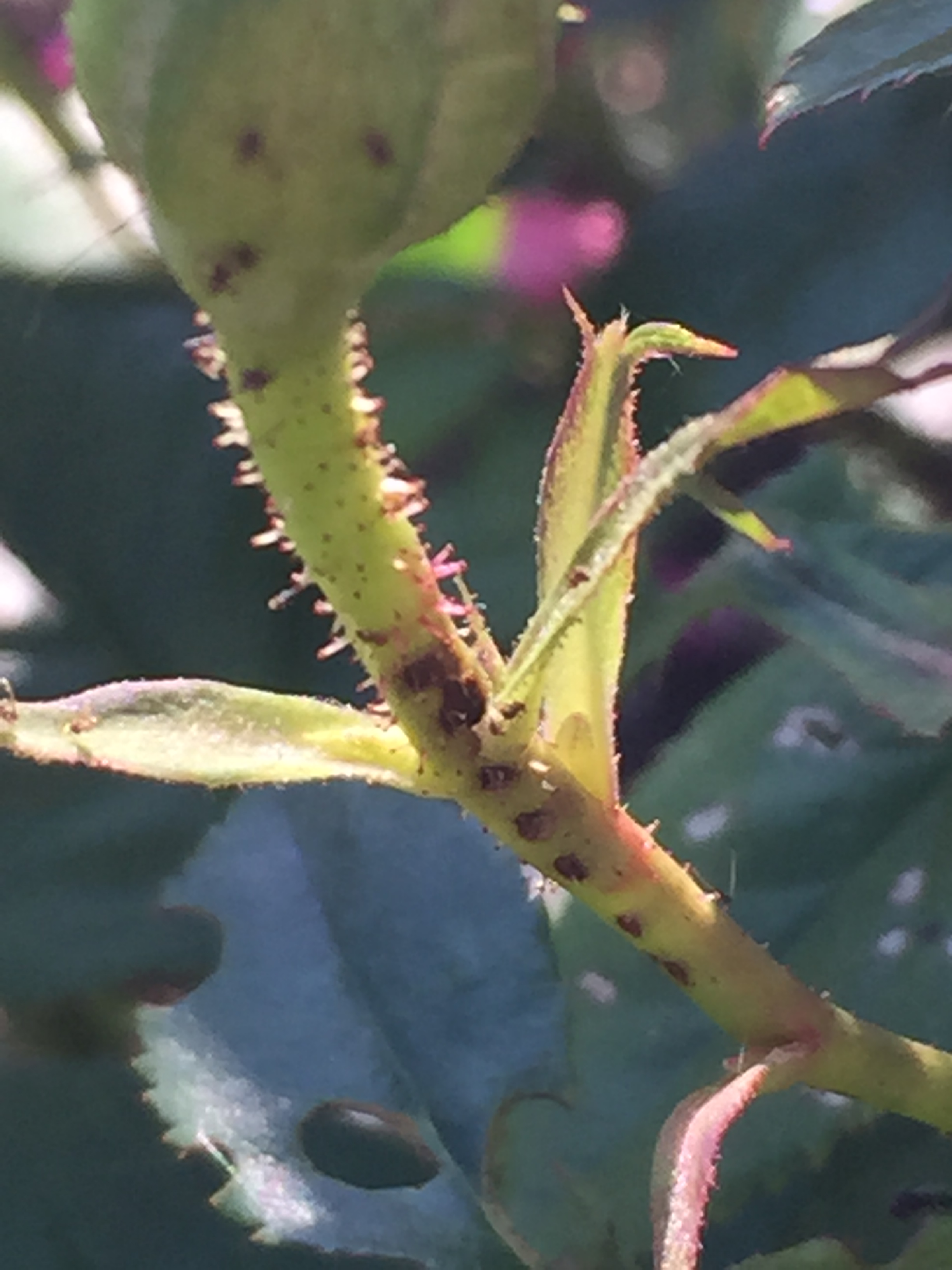
Tallo dañado por una puesta.

Los adultos crecen hasta alcanzar los 7-10 milímetros y pueden observarse en los meses de abril y mayo y en los de julio y agosto. La cabeza y el tórax son negros, mientras que el abdomen y las alas son de color naranja rojizo. Los ejemplares adultos de esta especie son muy similares a los de Athalia rosae (Tenthredinidae), pero en Arge ochropus las antenas están compuestas por tres secciones, la tercera de las cuales es mucho más larga, mientras que en Athalia rosae la antena está formada por 10 a 11 elementos.
Las larvas tienen el cuerpo alargado, segmentado y de color blanquecino, recubierto por unas protuberancias circulares de color negro. Su dorso es más anaranjado y en él se distingue una franja longitudinal central de color oscuro. Tienen 3 pares de patas torácicas, que utilizan para sujetarse a las hojas mientras se alimentan. En la cabeza, redonda y de color naranja, se pueden distinguir sus dos ojos negros y el aparato masticador. La parte final del abdomen, al igual que la cabeza, también es de color naranja.

## Distribución
Está presente en Europa, Anatolia, el Cáucaso, Turkmenistán, el norte de Irán y la Siberia occidental hasta el lago Baikal.

## Ecología
Los adultos se alimentan de néctar y polen de Tanacetum vulgare, Angelica sylvestris y Heracleum sphondylium. Esta especie tiene dos generaciones cada año. Las larvas se alimentan de las hojas de diversas especies del género Rosa, como Rosa canina, Rosa majalis y Rosa pimpinellifolia. La hembra adulta, tras hacer una incisión, deposita los huevos en el interior de los tallos tiernos. La herida producida se asemeja a una cremallera que seca los brotes y capullos florales en formación. En el momento de pupar se dejan caer al suelo para realizar la metamorfosis. 
Son una plaga habitual de las rosas cultivadas, que debe tratarse retirando manualmente las larvas o recurriendo a insecticidas del tipo de los piretroides.